# Sphagnum plumulosum
Sphagnum plumulosum là một loài rêu trong họ Sphagnaceae. Loài này được Roll mô tả khoa học đầu tiên năm 1886.